# Calgary Tigers
Calgary Tigers byl profesionální kanadský klub ledního hokeje, který sídlil v Calgary v provincii Alberta. V letech 1921–1926 působil v profesionální soutěži Western Canada Hockey League. Své domácí zápasy odehrával v hale Victoria Arena. Aktivitu klub vykazoval v letech 1920–1927 a 1932–1936.

## Umístění v jednotlivých sezonách
Stručný přehled
Zdroj: 
- 1920–1921: Big-4 League
- 1921–1926: Western Canada Hockey League
- 1926–1927: Prairie Hockey League
- 1932–1933: Western Canada Hockey League
- 1933–1936: North West Hockey League

Jednotlivé ročníky
Zdroj: 
Legenda: Z - zápasy, V - výhry, VP - výhry v prodloužení, R - remízy, P - porážky, PP - porážky v prodloužení, VG - vstřelené góly, OG - obdržené góly, +/- - rozdíl skóre, B - body, KPW - Konference Prince z Walesu, CK - Campbellova konference, ZK - Západní konference, VK - Východní konference, fialové podbarvení - reorganizace, změna skupiny či soutěže
| USA / Kanada (1920 – 1936) |       |        |    |    |    |   |    |    |     |     |     |    |        |             |
| Sezóny                     | Liga  | Úroveň | Z  | V  | VP | R | PP | P  | VG  | OG  | +/- | B  | Pozice | Play-off    |
| 1920/21                    | Big-4 | –      | 15 | 10 | –  | 1 | –  | 4  | 61  | 45  | +16 | 21 | 1.     | Vítěz Big-4 |
| 1921/22                    | WCHL  | –      | 24 | 14 | –  | 0 | –  | 10 | 75  | 62  | +13 | 28 | 3.     | –           |
| 1922/23                    | WCHL  | –      | 30 | 12 | –  | 0 | –  | 18 | 91  | 106 | -15 | 24 | 3.     | –           |
| 1923/24                    | WCHL  | –      | 30 | 18 | –  | 1 | –  | 11 | 83  | 72  | +11 | 37 | 1.     | Finále SC   |
| 1924/25                    | WCHL  | –      | 28 | 17 | –  | 0 | –  | 11 | 95  | 79  | +16 | 34 | 1.     | Finále WCHL |
| 1925/26                    | WCHL  | –      | 30 | 10 | –  | 3 | –  | 17 | 71  | 80  | -9  | 23 | 5.     | –           |
| 1926/27                    | PHL   | –      | 32 | 22 | –  | 1 | –  | 9  | 119 | 68  | +51 | 45 | 1.     | Vítěz PHL   |
| ...                        |       |        |    |    |    |   |    |    |     |     |     |    |        |             |
| 1932/33                    | WCHL  | –      | 30 | 16 | –  | 4 | –  | 10 | 70  | 61  | +9  | 36 | 1.     | Finále WCHL |
| 1933/34                    | NWHL  | –      | 34 | 17 | –  | 6 | –  | 11 | 117 | 76  | +41 | 40 | 2.     | Vítěz NWHL  |
| 1934/35                    | NWHL  | –      | 26 | 3  | –  | 8 | –  | 15 | 60  | 104 | -44 | 14 | 5.     | –           |
| 1935/36                    | NWHL  | –      | 40 | 15 | –  | 4 | –  | 21 | 107 | 141 | -34 | 34 | 5.     | –           |